# سگ سیاه: معلم بودن
سگ سیاه: معلم بودن (انگلیسی: Black Dog: Being A Teacher؛ کره‌ای: 블랙독) یک مجموعه تلویزیونی محصول کره جنوبی سال ۲۰۱۹ با بازی سو هیون جین، را می ران و ها جون است. این مجموعه از ۱۶ دسامبر ۲۰۱۹ تا ۴ فوریه ۲۰۲۰، روزهای دوشنبه و سه‌شنبه ساعت ۲۱:۳۰ (کی‌اس‌تی) از تی‌وی‌ان برای ۱۶ قسمت پخش شد. این مجموعه همچنین برای استریم در نتفلیکس در مناطق منتخب قابل دسترسی است.